# Álvaro Quirós
Álvaro Quirós García (Guadiaro, 21 gennaio 1983) è un golfista spagnolo.
Quiros è noto per il suo lunghissimo tiro dal tee, essendo stato il recordman per il lancio più lungo dell'European Tour nel 2007 e nel 2008, con una media di oltre 280 metri.

## Carriera
Ha giocato nel Challenge Tour nel 2006, vincendo un torneo, e si è guadagnato una card per la stagione 2007 dell'European Tour finendo nei primi 35 classificati delle qualificazioni.
Ha vinto il suo primo torneo dell'European Tour, l'Alfred Dunhill Championship, che si è disputato in Sudafrica nel 2007.
Il secondo successo arriva invece nel 2008, al Portugal Masters, nel quale ha chiuso con due birdie alle buche 17 e 18, vincendo di tre colpi su Paul Lawrie.
Nel gennaio 2009 ha vinto il suo terzo torneo del circuito dell'European Tour, il Commercialbank Qatar Masters entrando nei primi 50 giocatori del Ranking Mondiale.

## Vittorie professionali (9)

### European Tour vittorie (7)
| Legenda                 |
| Tour Championships (1)  |
| Altri European Tour (6) |

| No. | Data                             | Torneo                       | Punteggio di vittoria | Margine | Secondo/i                        |
| --- | -------------------------------- | ---------------------------- | --------------------- | ------- | -------------------------------- |
| 1   | 10 dicembre 2006 (stagione 2007) | Alfred Dunhill Championship1 | −13 (74-66-68-67=275) | 1 colpo | Charl Schwartzel                 |
| 2   | 19 ottobre 2008                  | Portugal Masters             | −19 (66-68-67-68=269) | 3 colpi | Paul Lawrie                      |
| 3   | 25 gennaio 2009                  | Commercialbank Qatar Masters | −19 (69-67-64-69=269) | 3 colpi | Louis Oosthuizen, Henrik Stenson |
| 4   | 2 maggio 2010                    | Open de España               | −11 (68-72-67-70=277) | Playoff | James Morrison                   |
| 5   | 13 febbraio 2011                 | Omega Dubai Desert Classic   | −11 (73-68-68-68=277) | 1 colpo | Anders Hansen, James Kingston    |
| 6   | 11 dicembre 2011                 | Dubai World Championship     | −19 (68-64-70-67=269) | 2 colpi | Paul Lawrie                      |
| 7   | 21 maggio 2017                   | Rocco Forte Open             | −14 (63-64-70-73=270) | Playoff | Zander Lombard                   |

1Co-sanctioned by the Sunshine Tour
European Tour playoff record (2–0)
| No. | Anno | Torneo           | Sfidante       | Risultato                              |
| --- | ---- | ---------------- | -------------- | -------------------------------------- |
| 1   | 2010 | Open de España   | James Morrison | Vinto con par alla prima buca extra    |
| 2   | 2017 | Rocco Forte Open | Zander Lombard | Vinto con par sulla seconda buca extra |

### Challenge Tour vittorie (1)
| No. | Data          | Torneo                                | Punteggio di vittoria | Margine | Secondo         |
| --- | ------------- | ------------------------------------- | --------------------- | ------- | --------------- |
| 1   | 3 giugno 2006 | Morson International Pro-Am Challenge | −13 (67-68-68-64=267) | 4 colpi | Mark Pilkington |

### Altre vittorie (1)
- 2006 Seville Open (Spagna)